# 深圳市地铁三号线投资有限公司
深圳市地鐵三號線投資有限公司（英語：Shenzhen Metro No.3 Line Investment Co., Ltd）成立於2004年5月，前身為直屬龍崗區国资办的深圳市龙岗地铁有限公司。深圳市地鐵三號線投資有限公司承擔深圳地铁3號綫、205國道深圳段改建工程、福田綜合交通樞紐、布吉綜合樞紐、深圳東站和地鐵12號線前期工作等多項深圳市規劃項目的建設管理工作。
2010年9月，三号线公司出资人改为深圳市国资委（80%）和龙岗区投资管理有限公司（20%）；2011年4月11日，深圳市国资委将其持有的深圳市地铁三号线投资有限公司80%股权划转给深圳市地鐵集團有限公司。

## 歷史

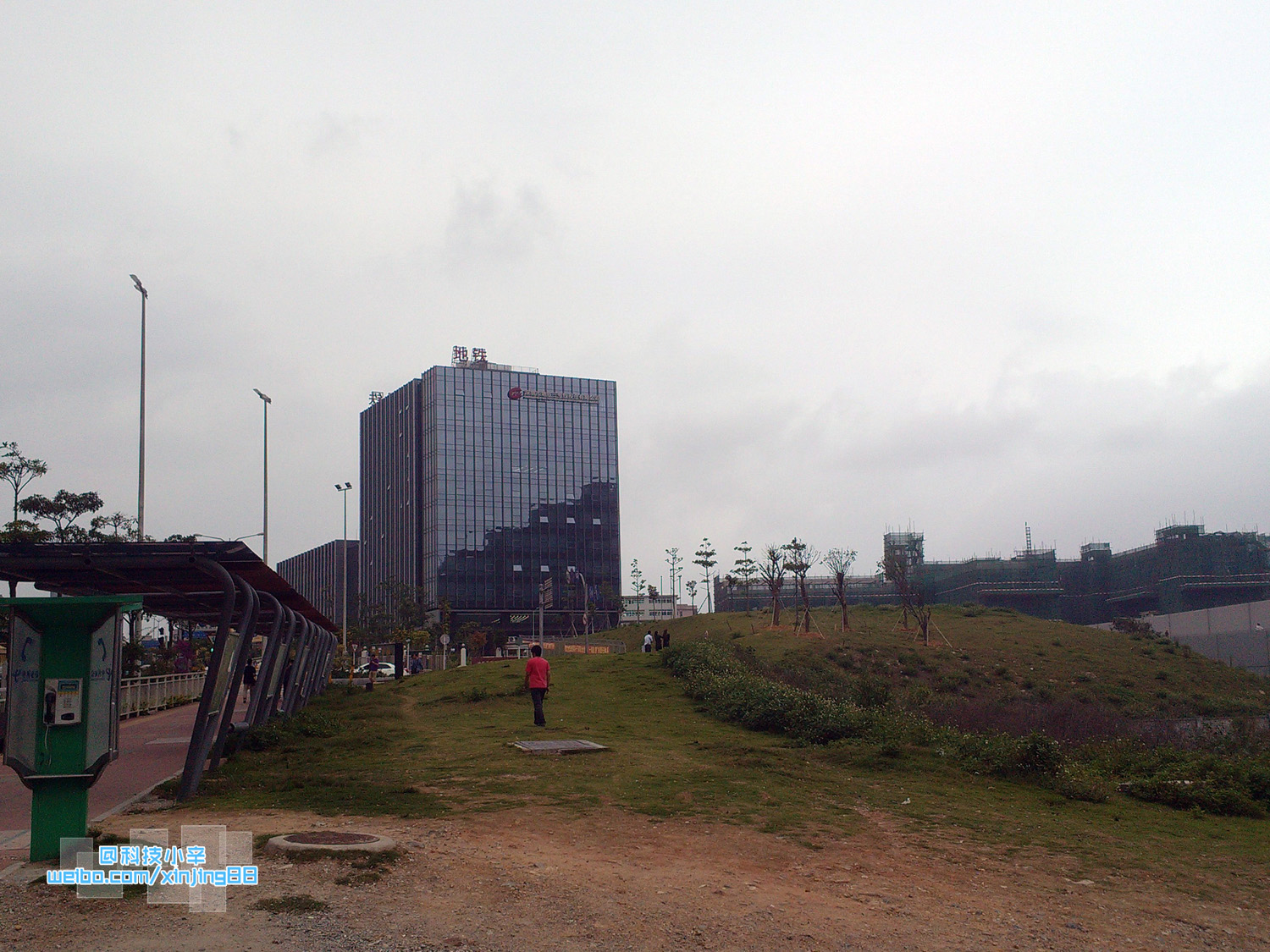
龙岗地铁大厦，公司最早的办公地点

- 2004年5月，深圳市地鐵三號線投資有限公司成立。
- 2005年12月27日3號綫草埔站－雙龍站一段動工興建。

## 旗下地鐵路綫

### 深圳地铁3號綫
3號綫是深圳地铁的一条线路，全長35.7千米，設站30個。地铁3號綫工程项目总投资约160亿元，线路总长约42公里，设车站30座，其中地下站14座，高架站 15座，半地下站1座。3號綫工程分两个阶段实施，其中一期工程起于草埔站，止于龙岗双龙站，於2010年12月28日通车；西延段工程自草埔站至益田站，于2011年6月28日建成通车。

## 地产发展
深圳市地鐵三號線投資有限公司确立“轨道+物业”发展模式，利用地铁上盖空间与不同地产商进行以住宅为主的物业开发，反哺轨道交通建设。建设项目包括深圳市保障性住房，商品房及购物中心等。橫崗車輛段項目名為錦薈Park，與振業集團合作發展。
深圳市地鐵三號線投資有限公司物业项目包括：
| 线路/车辆段 | 發展項目（备注）               |
| ----------- | ------------------------------ |
| 橫崗車輛段  | 錦薈Park（與振業集團合作發展） |